# Herminia inconspicualis
Herminia inconspicualis là một loài bướm đêm trong họ Noctuidae.